# Dicranota pallidipes
Dicranota (Eudicranota) pallidipes là một loài ruồi trong họ Pediciidae. Chúng phân bố ở vùng sinh thái Palearctic.